# Sega Racing Studio
Sega Racing Studio (também conhecida como Sega Driving Studio) foi uma empresa de computador e desenvolvimento de jogos estabelecida em 2005 (Com sede em Solihull, Inglaterra) tendo como objetivo desenvolver jogos de corrida AAA da Sega. Esse estúdio mudou radicalmente de um pequeno grupo de empregados para uma equipe com mais de 60 no ano de 2007. Atraindo pessoas de outros estúdios maiores como Rockstar Games, Rare, Codemasters e Criterion Games
ISua missão era criar jogos de corrida para o mercado ocidental enquanto prestava homenagem ao legado da Sega no gênero e desenvolvia novos IPs de corrida.
O estúdio visava ser grande o suficiente para desenvolver múltiplos títulos ao mesmo tempo. O time era chamado de autônomo pela Sega enquanto ainda fazia parte da organização.
O estúdio era comandado por Guy Wilday, que esteve envolvido nos jogos Colin McRae Rally  e era formalmente o cabeça por trás dos jogos e o produtor da série.

## Aquisição pela Codemasters
Em 8 de abril de 2008, A Sega anunciou o fechamento da Sega Racing Studio, mas nenhum motivo em especial foi dado pelo fechamento, Se posteriormente que foi por conta das vendas fracas de Sega Rally Revo. Algum tempo depois, A Sega anunciou que nenhum dos funcionários do estúdio fechado estavam nos principais dela.
No dia 25 de abril de 2008,A Codemasters que havia adquirido a Sega Racing Studio.
Quando Grid 2 foi anunciado o estúdio voltou com outro nome Codemasters Racing.

## Jogos desenvolvidos
- Sega Rally Revo  (2007)
- Sega Rally 3  (2008)

- Este artigo foi inicialmente traduzido, total ou parcialmente, do artigo da Wikipédia em inglês cujo título é «Sega Racing Studio».